# Góra (Jerzmanowice)
Góra – część wsi Jerzmanowice w Polsce położona w województwie małopolskim, w powiecie krakowskim, w gminie Jerzmanowice-Przeginia.
W latach 1975–1998 Góra administracyjnie należała do województwa krakowskiego.